# سبرامانيابورام
سبرامانيابورام، فيلم باللغة التاميلية الهندية من إنتاج وإخراج ساسيكومارفساسيكومار. اختار دور الممثلين جاي وسواري وجانجا كاروبو، كما انضم هو أيضا لفريق التمثيل.

## القصة
تدور أحداث القصة في منطقة سوبرامانيابورام في مدينة مادوراي. يُفرج عن محكوم عليه بالسجن في عام 2008 بعد أن أمضى 28 عامًا، ويقوم شخص مجهول بطعن المحكوم عليه خارج بوابات السجن مباشرة. تحتار الشرطة من هذا الأمر لأن المدان لم يتحدث أبدًا مع أي شخص داخل السجن ورفض مقابلة أي شخص قادم لزيارته من الخارج خلال فترة وجوده في السجن. لقد صُدموا من وجود شخص لديه ضغينة ضده لمدة 28 عامًا فيطعنه عندما يخرج من السجن. يعود الفلاش باك إلى عام 1980 ويروي الأحداث التي أدت إلى الطعن.

## طاقم الممثليين
- قام بدور ازهاج الممثل جاى
- قامت بدور تولاسى الممثلة سويزى
- قام بدور بارمان الممثل ساسيكومارا
- قام بدور كاسى الممثل جانجا كاروبو
- قام بدور كانوجو الممثل ساموزوراكانى

## الموسيقي التصويرية
| رقم | أغنية                            | المطربين             | ملاحظات |
| 1   | كانغال ايرندال                   | بيلى راج، وديبا مريم |         |
| 2   | Kadhal Siluvayil Araidhaal Ennai | شانكار مهديفان       |         |
| 3-  | ماديرا كولونجا كولونجا           | مورغن وسوشيترا       |         |
| 4   | سنيرل سنيهسام                    | بيني دايال           |         |
| 5   | Subramaniyapuram موضوع           | بيلى راج             |         |

## وصلات خارجية
- سبرامانيابورام على موقع IMDb (الإنجليزية)
- سبرامانيابورام على موقع روتن توميتوز (الإنجليزية)
- سبرامانيابورام على موقع قاعدة بيانات الفيلم (الإنجليزية)
- سبرامانيابورام على موقع ليتربوكسد (الإنجليزية)
- سبرامانيابورام على موقع كينوبويسك (الروسية)
- subramaniapuram في بوشاندى

قالب:M. Sasikumar